# 維昆戈區
7°19′13″S 76°47′14″W / 7.3202°S 76.7872°W
維昆戈區（西班牙語：Distrito de Huicungo），是秘魯的一個區，位於該國中北部聖馬丁大區的卡塞雷斯元帥省，始建於1940年5月7日，面積9,830.2平方公里，海拔高度335米，2005年人口5,682，人口密度每平方公里0.6人。